# Turbicellepora torquata
Turbicellepora torquata är en mossdjursart som beskrevs av Hayward 1978. Turbicellepora torquata ingår i släktet Turbicellepora och familjen Celleporidae. Inga underarter finns listade i Catalogue of Life.